# Mouette de Saunders
Saundersilarus saundersi
Espèce
Synonymes
Larus saundersi, Chroicocephalus saundersi
Statut de conservation UICN

 VU A3cde+4cde : Vulnérable
La Mouette de Saunders (Saundersilarus saundersi anciennement Chroicocephalus saundersi) est une espèce d'oiseaux de la famille des Laridae.
Son nom commémore l'ornithologue britannique Howard Saunders (1835-1907).

## Habitat et répartition

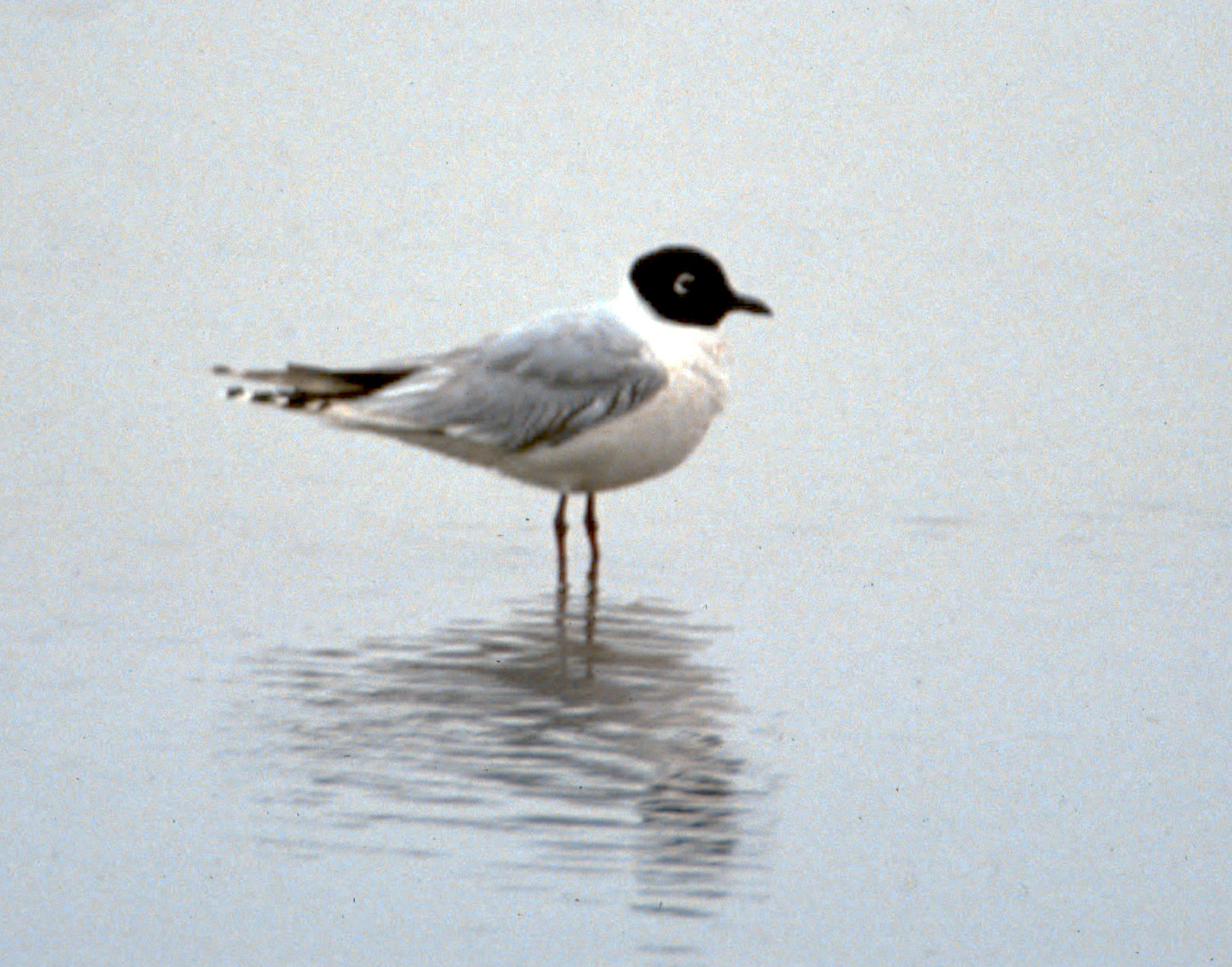
mouette de Saunders à Hong Kong

Elle vit sur le pourtour de la mer Jaune ; son aire hivernal s'étend le long des côtes jusqu'au nord du Vietnam et le Japon.

## Mensurations
Elle mesure 29 - 32 cm pour 170 - 220 g.

## Alimentation
Elle se nourrit notamment dans des estuaires riches en limon.